# Wesly Decas
Wesly Roberto Decas (ur. 11 sierpnia 1999 w San Pedro Sula) – honduraski piłkarz występujący na pozycji lewego lub środkowego obrońcy, reprezentant Hondurasu, od 2020 roku zawodnik Motagui.